# Мюре (округ)
Мюре (фр. Muret) — округ (фр. Arrondissement) во Франции, один из округов в регионе Юг-Пиренеи. Департамент округа — Верхняя Гаронна. Супрефектура — Мюре.
Население округа на 2006 год составляло 186 503 человек. Плотность населения составляет 114 чел./км². Площадь округа составляет всего 1639 км².